# Wilfrid Voynich
Wilfrid Michael Voynich, nato Michał Wojnicz (Grodno, 12 novembre 1865 – New York, 19 marzo 1930), è stato un antiquario polacco.
Divenne famoso per la scoperta del manoscritto cifrato di Voynich, che da lui prende il nome.

## Biografia
Nacque nell'Impero russo (Telšiai, ora Lituania) da una nobile famiglia polacco-lituana.
Nel 1885, a Varsavia, Wojnicz si unì alla organizzazione rivoluzionaria del proletariato di Ludwik Waryński e nel 1886, dopo una inutile fuga da Varsavia fu arrestato dalla polizia zarista e, inviato nel carcere di Tunka.
Nel 1890 riuscì a fuggire dalla Siberia e riparò a Londra, utilizzando da allora come suo primo nome Wilfryd che era il suo nome di battaglia. Nel 1893 si sposò con una rivoluzionaria, Ethel Lilian Boole, figlia del famoso matematico inglese George Boole. Dopo il 1895 i Voynich cessarono ogni attività rivoluzionaria. Nel 1898 Voynich aprì una libreria a Londra e una decina di anni dopo un'altra a New York.

## Scoperta del manoscritto
Nel 1912 Voynich si recò in Italia in visita ad un suo contatto. Durante il viaggio giunse a Frascati, presso Roma, dove ebbe modo di esaminare una collezione di libri antichi in possesso dei Gesuiti; l'Ordine era intenzionato a venderne una parte per restaurare Villa Mondragone.
Voynich trattò l'acquisto di trenta manoscritti, tra cui il testo misterioso che risultò contenere una lettera di Johannes Marcus Marci inviata ad Athanasius Kircher e datata 1666.
Nel 1915 Voynich organizzò un'esposizione di manoscritti italiani presso l'Istituto d'arte di Chicago, e nel 1921 a Filadelfia espose al pubblico il manoscritto misterioso, senza rivelarne però l'origine (nota solo a Wilfrid e alla moglie Ethel Lilian Boole).
Voynich presentò l'opera a diversi esperti, restando convinto del fatto che l'autore fosse Ruggero Bacone.
Alla morte dei coniugi Voynich (Wilfrid nel 1930 e Ethel nel 1960) il libro andò ad Anne Nill, amica di Voynich e in passato segretaria. La Nill vendette il volume ad Hans P. Kraus, che lo regalò nel 1969 all'università Yale, che ne è l'attuale proprietario.